# DVA International
Die DVA International GmbH ist ein deutsches multinationales Unternehmen der Agrochemie, Pharmazie, Biowissenschaften und Kunststoffe mit Tochtergesellschaften in mehr als 20 Ländern weltweit. Der Hauptsitz des 1968 gegründeten Familienunternehmens befindet sich in Hamburg.

## Geschichte
Nach der Gründung der DVA in Hamburg 1968 als Schiffsmaklerei wurde 1972 mit dem Aufbau von Handelsaktivitäten in Südostasien begonnen, was 1980 in der Eröffnung des ersten Auslandsbüros in Peking mündete. 1993 expandierte das Unternehmen in den Bereich der Pflanzenschutzmittel, 1995 folgten Lebensmittelzusatzstoffe und Pharmazeutika ins Portfolio. Um die Jahrtausendwende erfolgte die Expansion nach Südamerika und Indien, kurze Zeit später wurden seit 2004 auch Kunststoffe verkauft. 2010 erfolgte eine weitere Expansion nach Afrika.
Heutzutage betreibt die DVA International GmbH mehr als 20 Standorte weltweit.